# مارك نيلسن
مارك نيلسن (بالإنجليزية: Mark Nielsen)‏ هو سياسي أمريكي، ولد في 1961. انتخب عضو مجلس ولاية كونيتيكت وانتخب عضو مجلس نواب كونيتيكت.